# قرية الغاط التراثية
قرية الغاط التراثية تقع القرية في محافظة الغاط التابعة لمنطقة الرياض عاصمة المملكة العربية السعودية، تحتوي القرية التراثية على قصر الإمارة الذي يعد تحفة معمارية اتخذت من الطراز الإسلامي في فن العمارة أسلوبا في البناء، وقلعة مغيران التاريخية، وعلى الضفة الغربية من وادي مرخ هناك موضع يحوي العديد من النقوش والرسوم المنحوتة على صخور منفردة يرجع تاريخها للفترة ما بين 900 قبل الميلاد وعام 400 ميلادي.

## التسمية
«الغاط» مأخوذة من لغط السيل، وهو ضجيجه واحتدامه لأن وادي منحاب بين جبال شواهق فإذا جادها الغيث اندفع سيلها محتدماً مزمجراً لاغطاً.
وبلدة الغاط القديمة: هي النواة الأولى لنشأة الغاط ويرجع تاريخها إلى نهاية القرن الحادي عشر، وتعد من المعالم الأثرية ولا تزال مبانيها قائمة تشهد على تاريخ البلدة.

## تأهيل القرية
قامت الهيئة العامة للسياحة والتراث الوطني (وزارة السياحة حاليا) بتبني مشروع تاهيل البلدة التراثية بمحافظة الغاط، والذي تتعاون فيه مع وزارة الشؤون البلدية والقروية والكثير من الشركاء مع المجتمع المحلي بالمحافظة ضمن برنامج تنمية البلدات والقرى التراثية في عدد من مناطق السعودية، ساهم في تحويل البلدة التاريخية إلى إحدى الوجهات السياحية الرئيسة التي تجتذب أعدادا كبيرة من السياح في الأعياد والإجازات المدرسية وإجازات نهاية الأسبوع، ولم يتوقف مشروع التأهيل عند الترميم، بل كان الهدف أن تصبح القرية التراثية بالغاط منتجا سياحيا ومورد اقتصادي، حيث تم تنفيذ المشروع بالتعاون مع عدد من الجهات من القطاعين الحكومي والخاص .
قام مشروع تاهيل البلدة التراثية بمحافظة الغاط بترميم وإعادة بناء مسجد العوشزة، وإعادة بناء محلات في بلدة الغاط القديمة، وإعادة تصميم المحور الحيوي وسط البلدة، إضافة إلى تنفيذ الطريق العام والساحة وتهيئة الممرات، وإعداد دراسة لتحسين عدد من الخدمات الأساسية المتوافرة، وإنجاز مشروع الربط بالطريق السريع الرياض - القصيم، وإنجاز مشروع النزل التراثية، ومن أبرز معالم البلدة التراثية السوق الشعبية التي تم تأهيل وترميم مبانيها، وبدأ العمل فيها من أهالي الغاط، وتشهد فعاليات سياحية وتراثية خاصة في إجازات الأعياد، وتضم السوق محلات لبيع المنتجات التراثية والشعبية، وتم العمل على استكمال مشروع النزل التراثية، وذلك بعد وضع حجر أساس المرحلة الأولى من هذا المشروع الذي يتضامن فيه السكان بنحو 35 بيتا ستتحول إلى فنادق ونزل تراثية.

## المتحف
ويعد متحف الغاط من أبرز المواقع في البلدة التراثية وذلك بعد تدشينه، وافتتحه الأمير سلطان بن سلمان بن عبد العزيز آل سعود رئيس الهيئة العامة للسياحة والتراث الوطني آنذاك، ويضم متحف الغاط 50 غرفة، ويصور الحياة الاجتماعية وتاريخ المحافظة عبر جميع العصور وتراثها الشعبي، ومساهمة سكانها ورجالها في بناء الدولة السعودية، كما تحكي قاعات المتحف تاريخ محافظة الغاط عبر العصور، بداية من فترة ما قبل التاريخ، ثم فترة ما قبل الإسلام، فالفترة الإسلامية ثم التاريخ الحديث، ويحتوي على أماكن مخصصة لإدارة المتحف، وقاعات للاستقبال، ومسرح للعرض المرئي، علاوة على متجر للمتحف، وفرش القهوة وهي المجلس القديم في القصر بطريقته السابقة نفسها.

## الجوائز
قامت منظمة السياحة العالمية (UNWTO) والتي تتخذ من البرتغال مقرا لها بإعلان جائزة يوليسيس التي تمنحها منظمة السياحة العالمية للشخصيات والمشاريع السياحية المتميزة عالميا، لمشروع تأهيل البلدة التراثية في الغاط ممثلا في الجمعية التعاونية بالغاط التي تمثل المجتمع المحلي بالغاط وذلك كأفضل مشروع تأهيل بلدة تراثية وذلك للعام 2011.

## صور

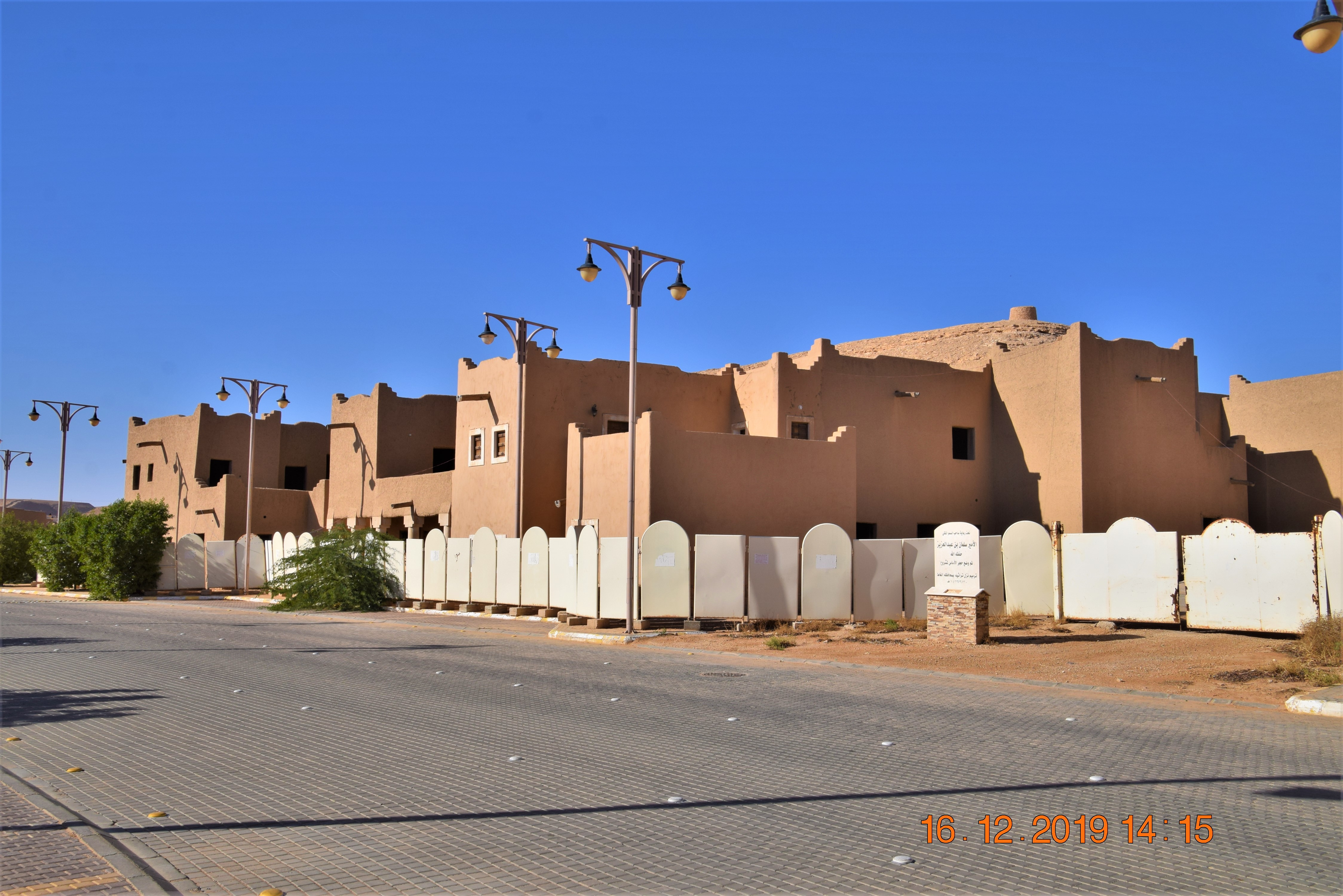
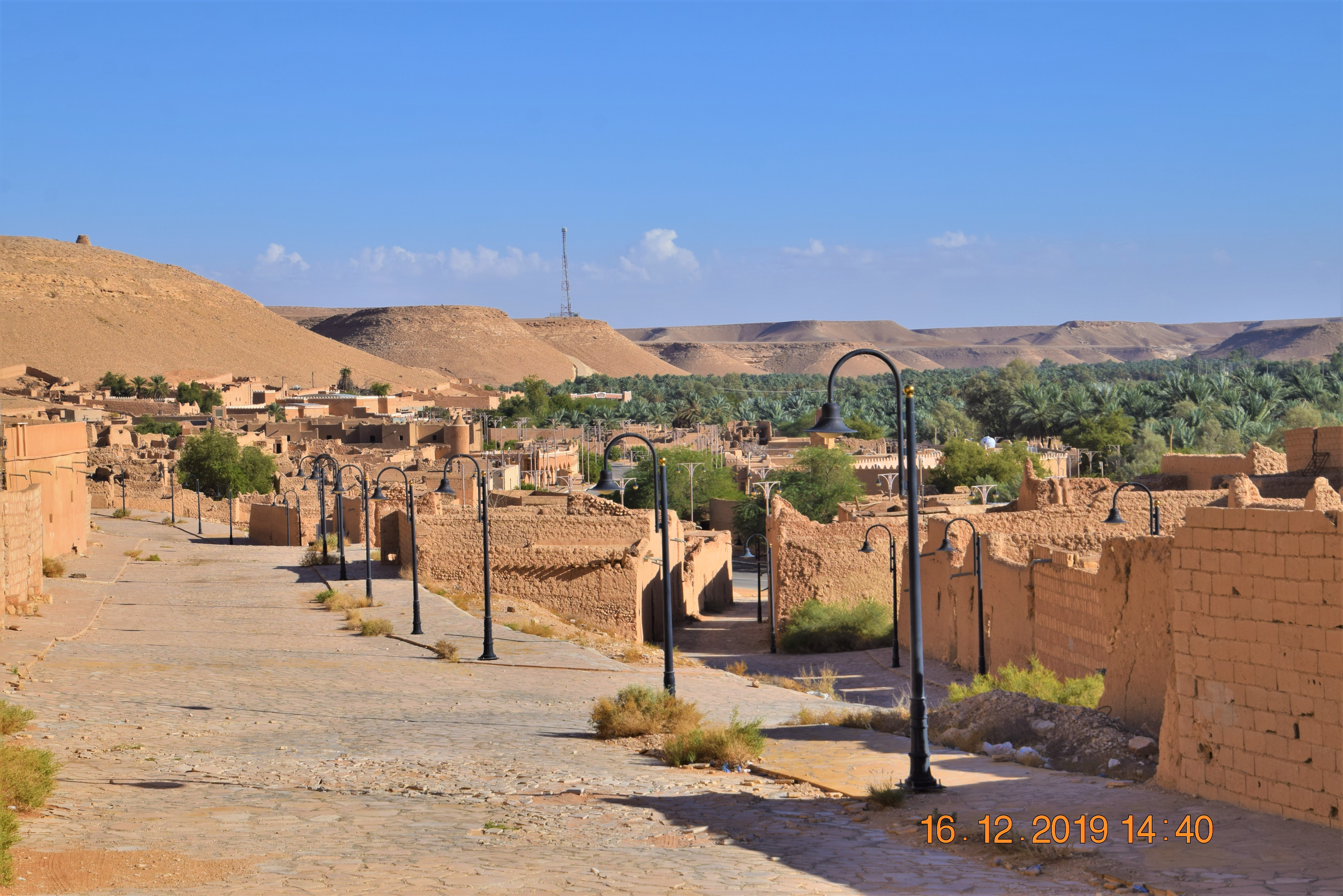